# Wojciech Zabłocki

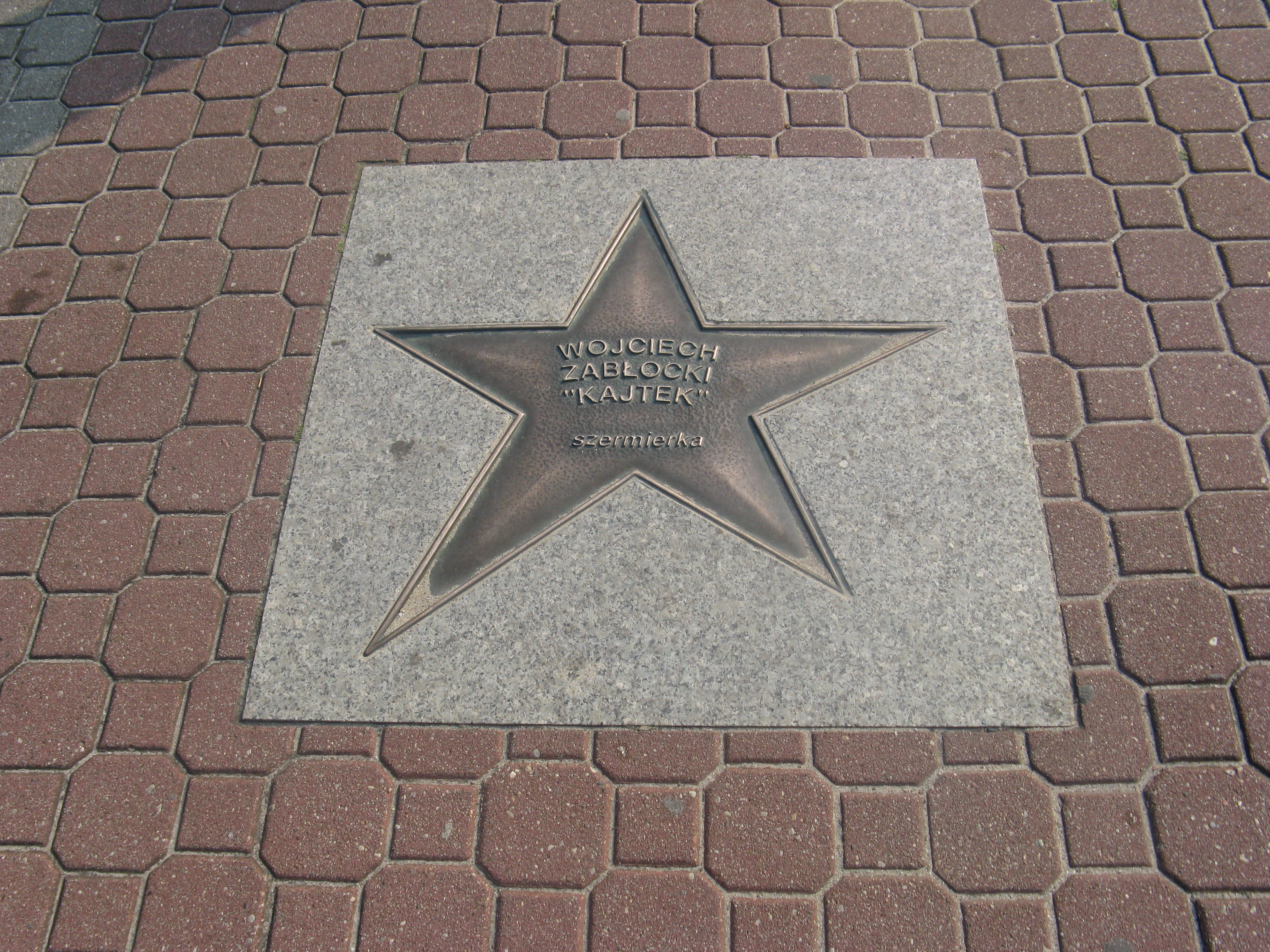
Gwiazda w Alei Gwiazd Sportu we Władysławowie

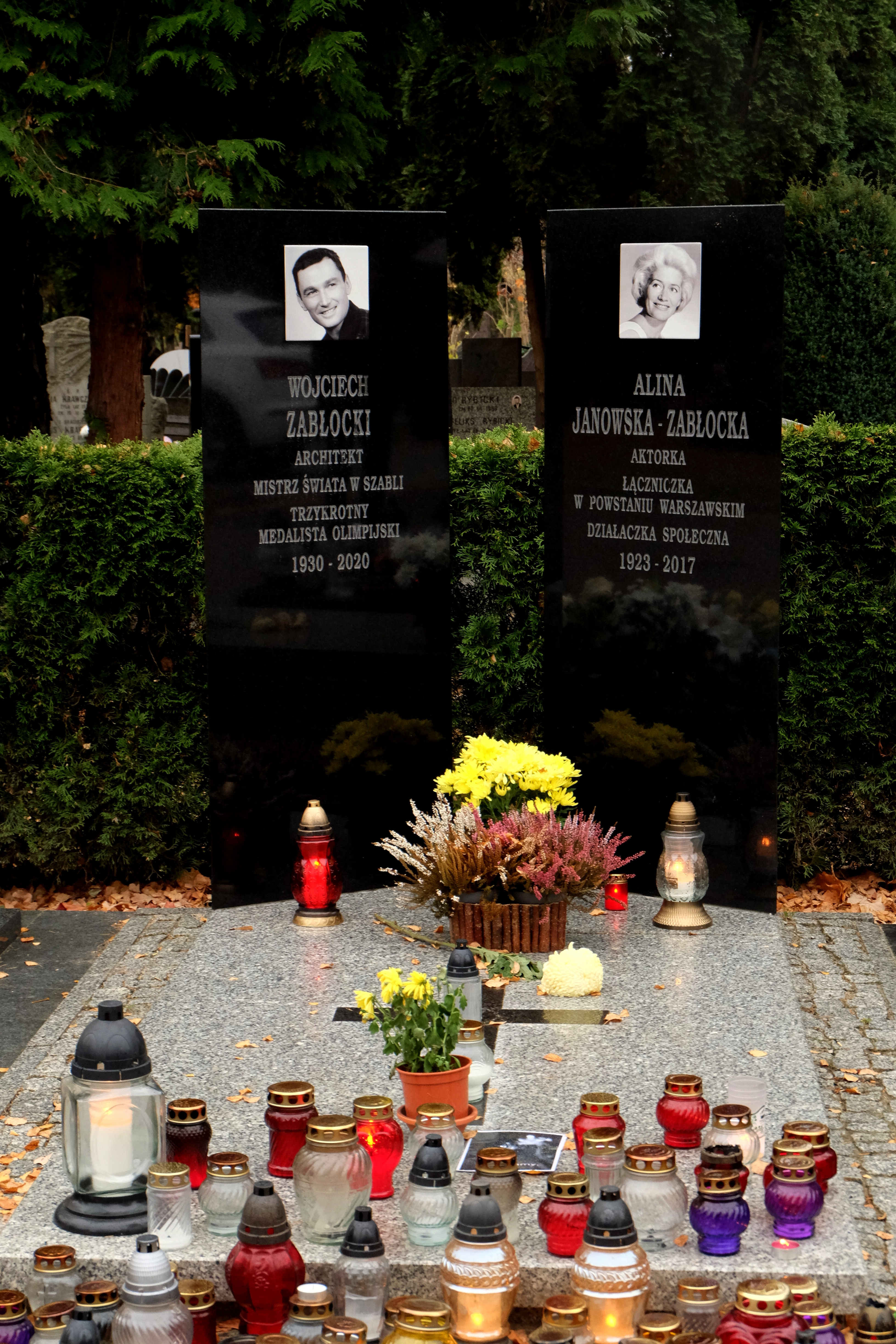
Grób Aliny Janowskiej i Wojciecha Zabłockiego w Alei Zasłużonych na cmentarzu Wojskowym na Powązkach w Warszawie

Wojciech Mikołaj Zabłocki (ur. 6 grudnia 1930 w Warszawie, zm. 5 grudnia 2020 tamże) – polski architekt, szermierz, olimpijczyk, znawca architektury sportowej, profesor nauk technicznych, pedagog.
Brał udział w czterech igrzyskach olimpijskich, na których zdobył trzy medale w szermierce – dwa srebrne i brązowy. Zdobył dziewięć medali mistrzostw świata, a także pięć tytułów mistrza Polski. W 1953 został indywidualnym mistrzem świata juniorów. Był wykładowcą w Instytucie Architektury Politechniki Łódzkiej i na Wydziale Architektury Wyższej Szkoły Ekologii i Zarządzania w Warszawie, a także członkiem Polskiej Akademii Umiejętności.

## Kariera sportowa
Specjalista szabli. Wychowanek węgierskiego szablisty Jánosa Keveya. W czasie kilkunastoletniej kariery zawodniczej reprezentował kluby: MKS Katowice, Budowlani Kraków, Krakowski Klub Szermierzy i Marymont Warszawa.
Starty olimpijskie:
- Helsinki 1952 – w drużynie zajął dzielone 5–8. miejsce, indywidualnie odpadł w ćwierćfinałowych walkach grupowych
- Melbourne 1956 – w drużynie zdobył srebrny medal, indywidualnie zajął 6. miejsce
- Rzym 1960 – w drużynie zdobył srebrny medal, indywidualnie zajął 5. miejsce
- Tokio 1964 – w drużynie zdobył medal brązowy, nie startował indywidualnie

Starty w mistrzostwach świata:
- 1953 – 3. miejsce (drużynowo)
- 1954 – 2. miejsce (drużynowo)
- 1955 – 4. miejsce (indywidualnie)
- 1957 – 3. miejsce (drużynowo)
- 1958 – 3. miejsce (drużynowo)
- 1959 – 1. miejsce (drużynowo)
- 1961 – 1. miejsce (drużynowo), 3. miejsce (indywidualnie)
- 1962 – 1. miejsce (drużynowo)
- 1963 – 1. miejsce (drużynowo)

## Kariera zawodowa i naukowa
Niezależnie od kariery sportowej pracował zawodowo jako architekt. W 1954 ukończył studia na Wydziale Architektury Akademii Górniczo-Hutniczej w Krakowie i w 1955 został członkiem Stowarzyszenia Architektów Polskich. W 1968 obronił doktorat, a w 1980 habilitował się. W 1999 otrzymał tytuł profesora nauk technicznych. W 2019 został członkiem czynnym Polskiej Akademii Umiejętności.
Zajmował się przede wszystkim architekturą obiektów sportowych, zaprojektował m.in. salę gier Akademii Wychowania Fizycznego w Warszawie, Ośrodek Przygotowań Olimpijskich w Warszawie, kompleks sportowy w Koninie, Centrum Sportowe w Zgorzelcu, halę sportową w Puławach przy ul. Partyzantów, ośrodek sportowy w Aleppo, Ośrodek Olimpijski w Syrii w Latali Latakii, był także wraz z rzeźbiarzem prof. Gustawem Zemłą współtwórcą m.in. Pomnika Powstańców Śląskich w Katowicach (1964–1967, 1968 nagroda resortowa).
W latach 1982–1985 wystawiał swoje prace malarskie i rysunkowe w Warszawie, Aleppo i Damaszku. W 1987 brał udział w realizacji serialu dokumentalnego pt. Biała broń, jako konsultant i autor sekwencji pojedynków, w których brał udział razem ze swoim synem Michałem.

## Odznaczenia i nagrody
Był wielokrotnie nagradzany zarówno za sukcesy sportowe, jak i prace architektoniczne. W 1995 został odznaczony Krzyżem Oficerskim Orderu Odrodzenia Polski, a w 1998 – Krzyżem Komandorskim tego orderu. 29 maja 2011 za wspaniałą karierę sportową, olbrzymią charyzmę w działaniu na rzecz sportowców i sportu oraz magiczne piękno zaklęte w Jego architekturze został uhonorowany Orderem Ecce Homo.
Pięciokrotnie otrzymał złoty Medal „Za Wybitne Osiągnięcia Sportowe”, był laureatem szeregu architektonicznych nagród resortowych. W 1952 znalazł się na szóstym miejscu Plebiscytu „Przeglądu Sportowego” na najlepszych sportowców Polski, w 1954 był w tej klasyfikacji dziesiąty, a w 1955 – siódmy.
Laureat Honorowej Nagrody SARP (2017).

## Publikacje
W 1992 roku, wspólnie z Ryszardem Parulskim zgłosił projekt i opracował szczegółową koncepcję organizacyjno-architektoniczną zorganizowania w Warszawie w 2012 roku XXX Letnich Igrzysk Olimpijskich.
Autor książek, m.in.:
- Z workiem szermierczym po świecie (1962)
- Podróże z szablą (1965)
- Piórkiem i szablą (1982)
- Architektura dla potrzeb czynnej rekreacji w aglomeracjach miejskich (1968)
- Cięcia prawdziwą szablą (1989)
- Polskie sztuki walki. Miecz oburęczny i szabla husarska (2001)
- Walczę więc jestem (2006)
- Architektura (2007)
- Szable świata (2011)

Był współautorem książki „Bitwa Warszawska 1920” wraz z Januszem Jarosławskim.

## Życie prywatne
Mąż aktorki Aliny Janowskiej (zm. 2017), ojciec Michała Zabłockiego, poety i reżysera. W 2015 członek honorowego komitetu poparcia Bronisława Komorowskiego przed wyborami prezydenckimi w Polsce.
Zmarł 5 grudnia 2020 w przeddzień swoich 90. urodzin. 11 grudnia 2020 został pochowany w Alei Zasłużonych cmentarza Wojskowego na Powązkach (kwatera G-tuje-37) obok zmarłej w 2017 żony Aliny Janowskiej-Zabłockiej.